# رائد رضوان
رائد محمود رضوان دار زيادة (وُلد في 12 يونيو 1971 في بيتللو) سياسي فلسطيني وأحد أعضاء حركة فتح ومجلسها الثوري، ولجنة التواصل مع المجتمع الإسرائيلي. يشغل منذ يناير 2021 منصب رئيس هيئة مكافحة الفساد الفلسطينية.

## حياته
وُلد رضوان في قرية بيتللو في قضاء رام الله في عام 1971. كان أمينًا لسر حركة فتح في إقليم محافظة رام الله والبيرة، وفي 4 ديسمبر 2016 فازَ بانتخابات المجلس الثوري لحركة فتح والتي عُقدت أثناء المؤتمر السابع للحركة وصار عضوًا فيه.
في 6 يناير 2021، عُين رئيسًا لهيئة مكافحة الفساد الفلسطينية خلفاً للدكتور أحمد براك وفي 10 يناير 2021 أدى اليمين القانونية. وفي 30 ديسمبر 2024، جُددت مدة توليه رئاسة الهيئة اعتبارا من 6 يناير 2025.